# Saint-Bauzeil
Saint-Bauzeil település Franciaországban, Ariège megyében. Lakosainak száma 57 fő (2022. január 1.). Saint-Bauzeil Artix, Benagues, Pamiers, Rieux-de-Pelleport és Saint-Victor-Rouzaud községekkel határos.

## Népesség
A település népessége az elmúlt években az alábbi módon változott:
| Lakosok száma | 48   | 58   | 51   | 53   | 68   | 60   | 57   | 58   | 59   | 57   |
|               | 1968 | 1982 | 1990 | 2006 | 2013 | 2015 | 2017 | 2019 | 2020 | 2022 |